# Victor Manuel Fernández
Victor Manuel Fernández (ur. 18 lipca 1962 w Alcira Gigena) – argentyński duchowny rzymskokatolicki, doktor nauk teologicznych, arcybiskup, rektor Papieskiego Katolickiego Uniwersytetu Argentyny w latach 2011–2018, arcybiskup metropolita La Platy w latach 2018–2023,  prefekt Dykasterii Nauki Wiary od 2023, kardynał diakon od 2023.

## Życiorys
Święcenia kapłańskie otrzymał 15 sierpnia 1986 i został inkardynowany do diecezji Villa de la Concepción del Río Cuarto. Przez kilka lat pracował w diecezjalnym seminarium, a w 1988 został wykładowcą instytutu formacyjnego dla świeckich. Od 1993 pracował w Papieskim Katolickim Uniwersytecie Argentyny. W 2002 został wicedziekanem wydziału teologii tej uczelni, a w latach 2011–2018 pełnił funkcję jej rektora.
13 maja 2013 papież Franciszek podniósł go do godności arcybiskupa, ze stolicą tytularną Tiburnia. Sakry udzielił mu 16 czerwca 2013 ówczesny metropolita Buenos Aires – arcybiskup Mario Aurelio Poli.
2 czerwca 2018 został mianowany arcybiskupem metropolitą La Platy. Ingres odbył 16 czerwca 2018.
1 lipca 2023 papież Franciszek mianował go prefektem Dykasterii Nauki Wiary w miejsce ustępującego kard. Luisa Ladarii Ferrera, zaś 9 lipca 2023 ogłosił jego nominację kardynalską. Na konsystorzu 30 września 2023 został kreowany kardynałem diakonem i uzyskał diakonię śś. Urbana i Wawrzyńca. 21 kwietnia 2025 z chwilą śmierci papieża Franciszka, przestał wypełniać urząd prefekta. 9 maja papież Leon XIV potwierdził dotychczasowych urzędników kurialnych na swoich urzędach. Brał udział w konklawe 2025, które wybrało papieża Leona XIV.